# Румунска православна црква у Вршцу
Румунска православна црква у Вршцу подигнута је 1913. године, припада Епархији Дакија Феликс Румунске православе цркве.
Црква је посвећена је Вазнесењу Господњем. Црква је подигнута залагањем проте Трајана Опрее, а радови су финансирани од стране 80 ктитора. Храм је осликао Вирђије Симионеску док су дрворезбарију су извела браћа Нистор и Јосиф Босиок. Освештао ју је  епископ Мирон Kристеа 23. маја 1913. године.
Данас је то катедрални храм банатских Румуна који су најбројнија национална мањина у Банату.